# BelAmi
La BelAmi è una compagnia slovacca operante nel settore della pornografia. Produce riviste, gadgets e film pornografici rivolti ad un pubblico gay.

## Panoramica
L'azienda è stata fondata nel 1993 dal fotografo George Duroy.
Le pellicole di questa casa di produzione si distinguono, nel panorama della cinematografia pornografica gay, per la scelta uniforme degli attori (tutti molto giovani e dal fisico scultoreo) e per la qualità della fotografia. Il prodotto, complessivamente, si pone decisamente al di sopra della media della cinematografia corrente.
Alcuni attori BelAmi sono divenuti molto celebri e sono considerati icone gay o sex symbol negli ambienti gay, in particolare quelli nordamericani, dove Bel Ami vanta un mercato maggiore che in Europa. Il suo divo "storico" è senza dubbio Johan Paulik, modello fino al 2001 e successivamente manager della casa di produzione, ma si distinguono anche Lukas Ridgeston, Sebastian Bonnet, Dano Šulik, Julian Armanis, Pavel Novotný e Luke Hamill.

## Pornoattori della BelAmi
La maggior parte dei modelli della BelAmi provengono dalla Slovacchia, dalla Repubblica Ceca, e in generale dell'Europa dell'Est. Ciò a dispetto dei loro nomi d'arte che, quando usati, evocano talvolta provenienze anglosassoni, francesi, tedesche e pure italiane. Di seguito vengono elencati gli attori pornografici dell'azienda.
| - Adam Archuleta - Adrian Kinski - Alan Connery - Alexis Lee - Aleš Hanák - Andre Boleyn - Ben Keaton - Brandon Manilow - Chance - Chris Casablanca - Claude Cocteau | - Daniel Valent - Danny Saradon - Dano Šulik - Dolph Lambert - Kim Kerouac - Kris Evans - Ralph Woods - Ethan Clarke - Florian Nemec - Ion Davidov - Jack Harrer - Jason Paradis - Joey Amis - Joel Birkin - Johan Paulik | - Josh Elliot - Julian Armanis - Justin Marino - Karl Tenner - Ken Russel - Kevin Warhol - Kristian Jensen - Liam Phoenix - Lukas Ridgeston - Luke Hamill | - Mark Aubrey - Martin Valko - Oliver Krist - Pavel Novotný - Renato Amoroso - Ryan Hurley - Sean Ellis - Sebastian Bonnet - Steve Jennings | - Tim Hamilton - Timothy Culkin - Todd Rossett - Tommy Clapton - Tommy Hansen - Tony Jones - Troy Allen - Trevor Yates - Yves Carradine - Zoltan |